# Аплауэ
Аплауэ (фр. Aplahoué) — город и одноименная коммуна департамента Куффо в юго-западной части Бенина.
Расположен на границе с Того в 17 км от Догбо-Тота, в 114 км от столицы Бенина г.Порто-Ново, 114 км от Котону.
Площадь коммуны составляет 572 км². По состоянию на 2013 год численность населения составляла 171 109 человек. По численности населения занимает 1-е место в департаменте Куффо, опережая административный центр департамента г. Догбо-Тота и 8 место по численности населения в своей стране (Бенин).
Климат саванный.